# Заикино (Орловская область)
Заикино (Заикина) — деревня в Знаменском районе Орловской области. Входит в состав Ждимирского сельского поселения.

## География
К западу от селения протекает р.Ждимерка.

## Население
| 2010 |
| ---- |
| 0    |

## История
Деревня Заикино (Зайкина) упоминается в 1678 году среди поместий Севского разряда Орловского уезда Нугорского стана